# Dickson Despommier
Dickson D. Despommier, född den 5 juni 1940 i New Orleans, Louisiana, USA,, död 7 februari 2025, var en mikrobiolog, ekolog och professor inom folkhälsovård i miljömedicinsk forskning vid Columbia University. Han forskade inom intracellulär parasitism och håller kurser inom parasitsjukdomar, medicinsk ekologi och ekologi. De senasre åren figurerade Despommier i media på grund av hans idéer gällande vertikalt jordbruk. Med hjälp av masterstuderande och doktorander i sin ekologiklass utvecklade Despommier konceptet med vertikalt jordbruk år 1999.
Dickson Despommier var även assisterande studiovärd i två poddsändningar tillsammans med Vincent Racaniello: TWIV (This Week in Virology) samt TWIP (This Week is Parasitism).